# الدوري اليوناني 1983–84
الدوري اليوناني لكرة القدم 1983–84 (باليونانية: Α΄ Εθνική ποδοσφαίρου ανδρών 1983-1984) هو الموسم 25، و48 من  الدوري اليوناني لكرة القدم. الذي يشرف على تنظيمه الاتحاد الإغريقي لكرة القدم، وكان عدد الأندية المشاركة فيه  16، وفاز فيه باناثينايكوس بعد أن لعب 30 مباراة وفاز بـ 19 منها.

## نتائج الموسم
| المركز | فريق         | لعب | ف  | ت | خ | له | عليه | ف.أ | نقاط | ملاحظة |
| ------ | ------------ | --- | -- | - | - | -- | ---- | --- | ---- | ------ |
| 1      | باناثينايكوس | 30  | 19 | 8 | 3 | 46 | 14   | +32 |      |        |